# پزشک (فیلم ۱۹۲۸)
«پزشک» (انگلیسی: The Physician (1928 film)) فیلم درام صامت بریتانیایی به کارگردانی جورج یاکوبی است که در سال ۱۹۲۸ تولید شد. از بازیگران آن می‌توان به میلز ماندر و ایان هانتر و الگا برینک اشاره کرد. این فیلم بر اساس یکی از نمایشنامه های هنری آرتور جونز ساخته شده است.